# 7066 Nessus
A 7066 Nessus (ideiglenes jelöléssel 1993 HA2) egy kentaur. A Spacewatch projekt keretében fedezték fel 1993. április 26-án.